# Gennachhausen
Gennachhausen ist ein Gemeindeteil von Stöttwang im schwäbischen Landkreis Ostallgäu in Bayern.

## Lage und Verkehrsanbindung
Das Dorf liegt südwestlich des Kernortes Stöttwang an der Einmündung der Kreisstraße OAL 8 in die Kreisstraße OAL 16. Durch den Ort fließt die Gennach, östlich fließt der Reichenbach, ein rechter Zufluss der Gennach.

## Baudenkmale
In der Liste der Baudenkmäler in Stöttwang sind für Gennachhausen drei Baudenkmäler aufgeführt, darunter die 1770 erbaute katholische Kapelle St. Antonius von Padua.